# 黒川温泉
黒川温泉（くろかわおんせん）は、熊本県阿蘇郡南小国町にある温泉である。
阿蘇山の北に位置し、南小国温泉郷の一つを構成する。広義の阿蘇温泉郷に含む場合もある。
全国屈指の人気温泉地として知られ、2009年版ミシュラン・グリーンガイド・ジャポンで、温泉地としては異例の二つ星で掲載された。なお「黒川温泉」の名称は2006年に地域団体商標として商標登録（地域ブランド）されている。

## 泉質
- 硫黄泉 - 温泉街の比較的浅い（20メートルとも）地層から80度 - 98度の源泉が湧いている。

## 温泉街

### 旅館街

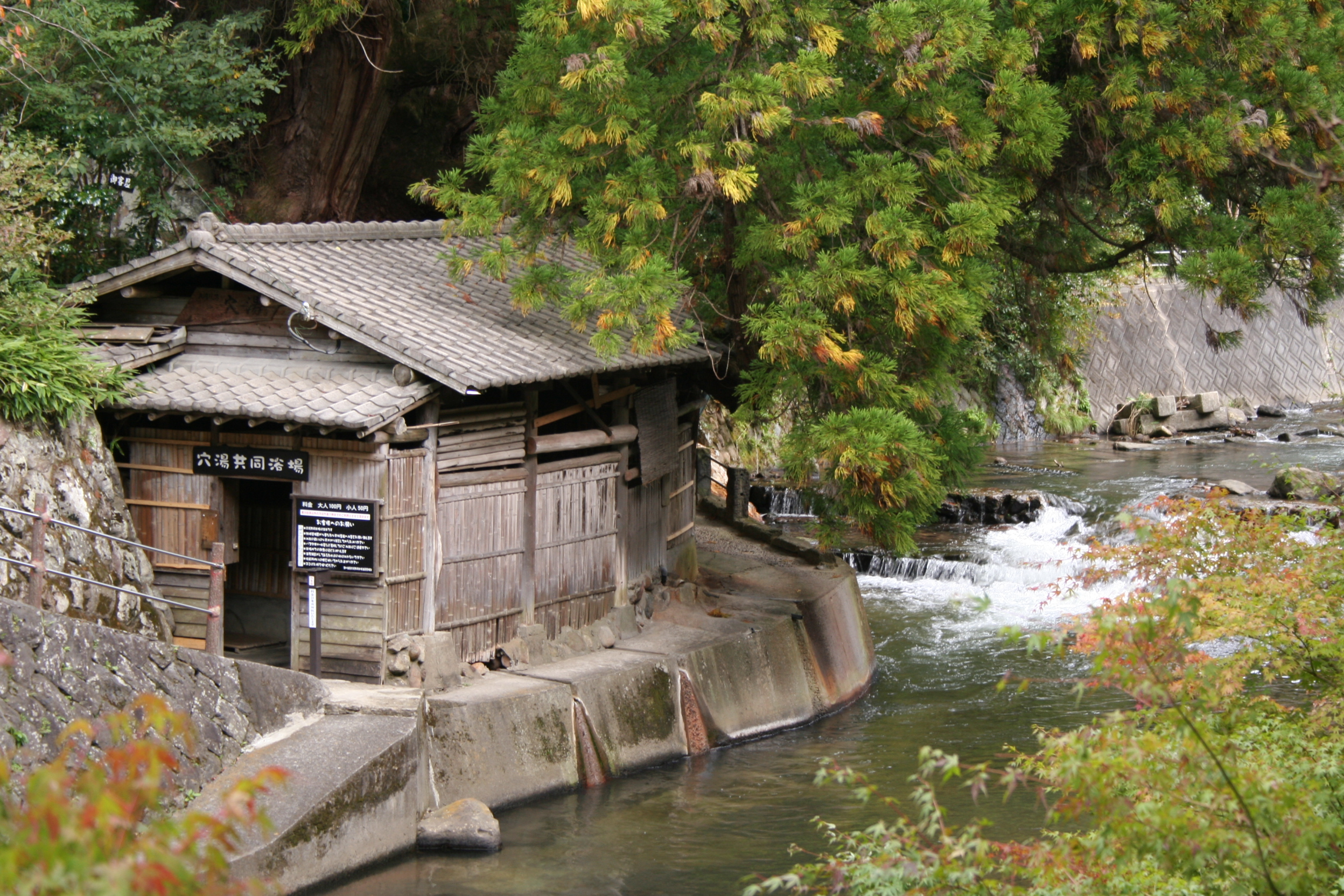
共同浴場・穴湯

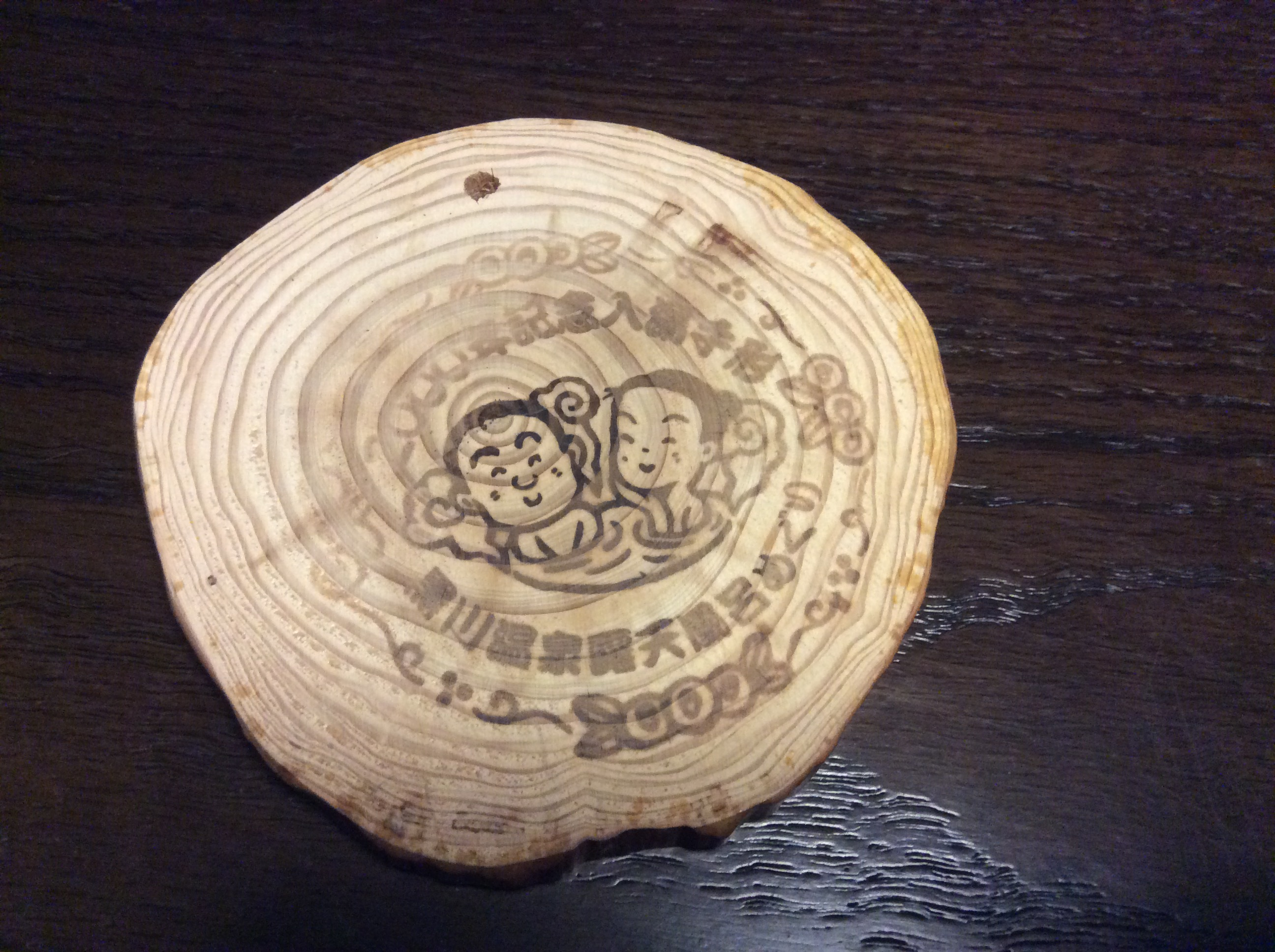
杉の木で作られた「2000年記念入湯手形」（2012年10月14日撮影）
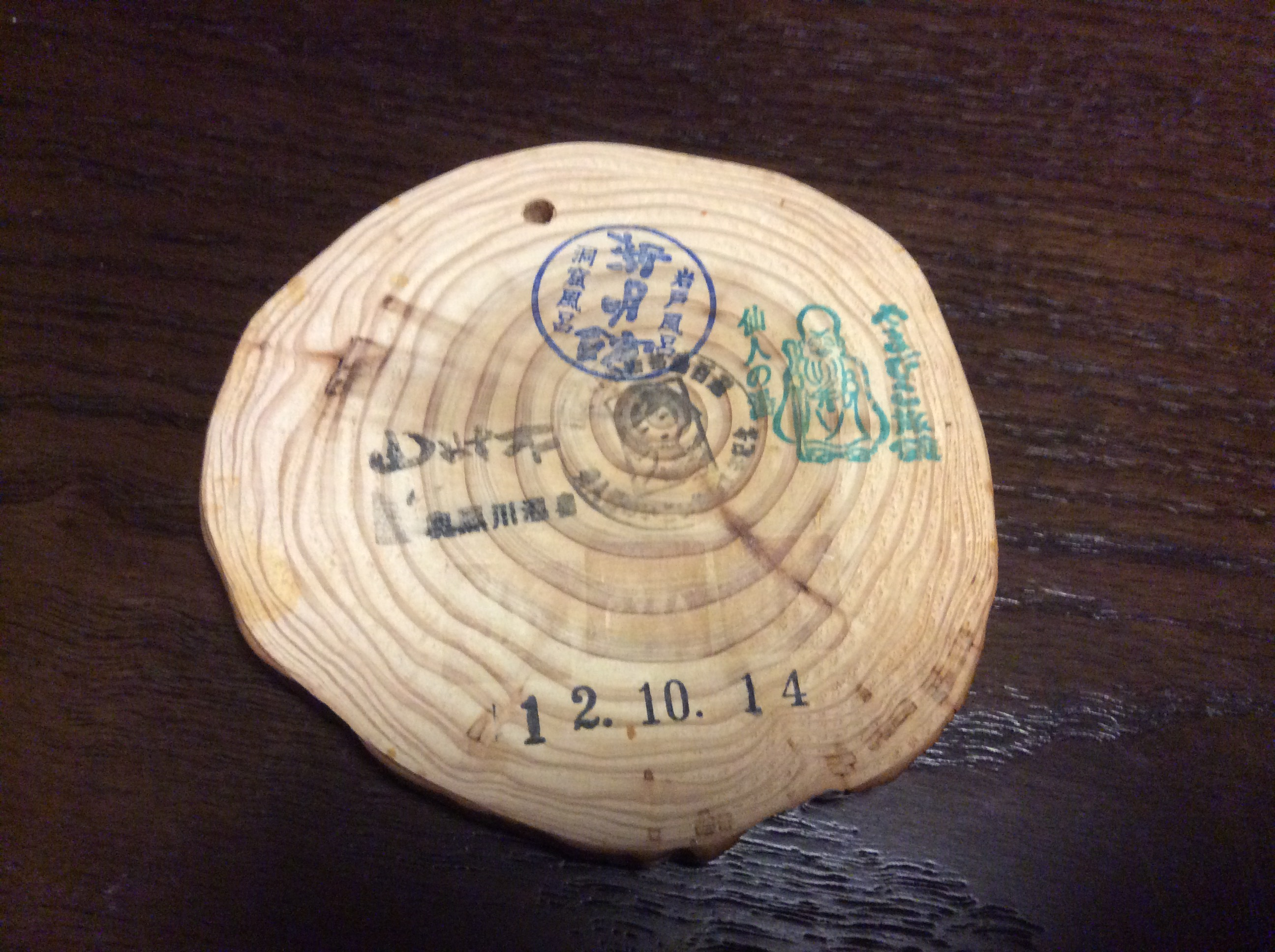
同左、裏面に「新明館」「やまびこ旅館」「山みず木」の印がある（2012年10月14日撮影）

田の原川の渓谷の両側に24軒のこぢんまりとした和風旅館が建ち並ぶ。温泉街としては川の流れに沿って、東西に延伸しつつある。
渓谷にある温泉地であることから収容人数は少なく、旅館組合の主導で歓楽的要素や派手な看板を廃して統一的な町並みを形成する方策を採っているため、落ち着いた雰囲気を見せる。

### 共同浴場
温泉街には2軒の共同浴場が存在する。
- 地蔵湯
- 穴湯

### 入湯手形
黒川温泉では1986年（昭和61年）に黒川温泉観光旅館協同組合が「入湯手形」を導入した。入湯手形は地元産のヒノキを輪切りにしたもので、裏面の3枚のシールを露天風呂の利用時に1枚ずつ渡す仕組みになっている。
2022年（令和4年）6月26日（露天風呂の日）から温泉街にある飲食店や小売店も入湯手形の対象に加わり、3枚のシールのうち2枚は露天風呂の入浴用、残り1枚が入浴か温泉街にある飲食店や小売店で物品と交換できるものに変更される。デザインも一新され温泉マークと「巡」の字を組み合わせたものに変更される。

## 歴史

### 伝承
温泉としての歴史は古く、以下の伝説がある。
ある日、豊後国の甚吉という男は、瓜を盗んだことで首を刎ねられそうになったが、それを免れた。身代わりに信仰していた地蔵の首が刎ねられてしまう。そこで、村人はそれを甚吉地蔵として崇拝するようになった。ところが細川藩士の中にこの地蔵を持ち去ろうとした男がいた。だが、ある場所に辿り着くや、突如として地蔵が重くなり動かなくなる。男は諦め、地蔵をその場に放置すると、村人は岩場に奉祀することにした。すると、その岩の裂け目から湯が噴き出、村人の浴場となったという。このいで湯こそ黒川温泉の発祥であり、今も地蔵湯と地蔵の首が残っている。

### 黎明期
もともと阿蘇外輪山に位置する山あいのひなびた湯治場であり、旅館の経営体も20数軒で農家兼業が多かった。1964年に南小国温泉の一部として国民保養温泉地に指定され、かつやまなみハイウェイが開通したことで一時的に盛り上がりを見せた。農業など異業種からの参入も含めて、現在も営業している旅館のいくつかがこの前後に開業。

### 衰退と復活

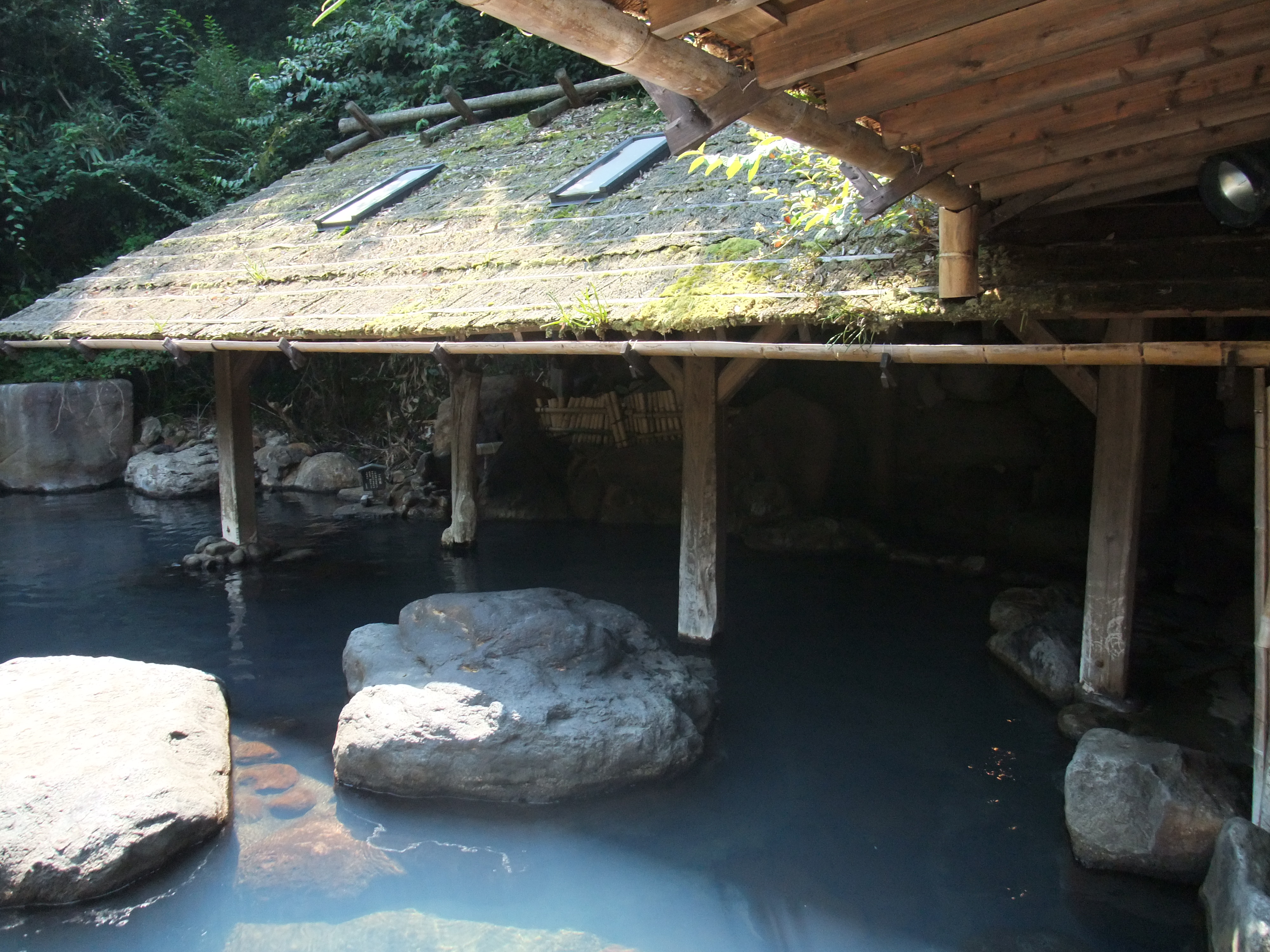
自然を感じさせる露天風呂を全旅館に採用したことが人気を呼んだ

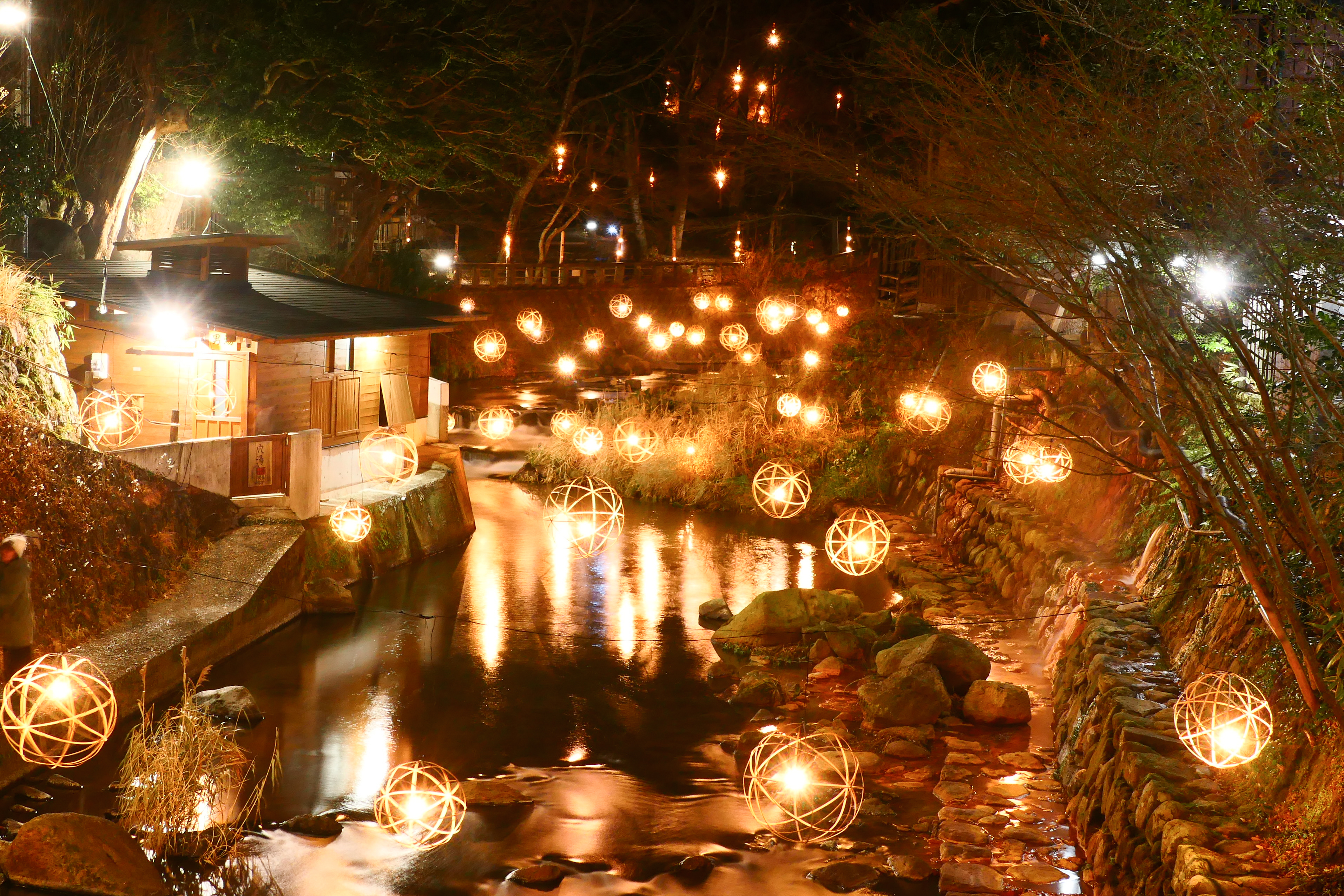
冬季に行われているライトアップ「湯あかり」

しかし、休日以外は客足は伸びず、温泉地でありながら湯を楽しむ客よりも宴会客中心の状況が続いた。さらに、ブームは数年しか続かず、増築をした旅館の多くは多額の借金をかかえ混迷が続いた。そんな時代でも1軒だけ客足の絶えない宿があったが、それが黒川温泉の父ともいわれる後藤哲也の経営する新明館であり、現在の黒川温泉の骨子となっている宿泊施設である。
当時24歳の後藤は裏山にノミ1本で洞窟を掘り始めた。「風呂に魅力がなければ客は来ない」と考えていた後藤は3年半の歳月をかけ、間口2m、奥行き30mの洞窟を完成させ、そこへ温泉を引き洞窟風呂として客に提供した。さらに、後藤は裏山から何の変哲もない多くの雑木を運び入れ、あるがままの自然を感じさせる露天風呂を造った。他の旅館の経営者が後藤の教えに倣って露天風呂を造ってみたところ、噂を聞いた女性客が続々と訪れだしたため、後藤を奇人変人扱いし白眼視していた他の経営者たちも彼を師匠と仰ぎ、そのノウハウを請い、実践に移した。
後藤のテーマはただひとつ「自然の雰囲気」であり、現在の黒川温泉の共通理念となっている。温泉は自然に出るのだから、作りも自然にしなければならない、自然を生かすにはどうすればいいのか、客を引き留め、リピーターを確保できる、黒川温泉のセールスポイントは何かを摸索したその答えが、露天風呂と田舎情緒であった。また、単独の旅館が栄えても温泉街の発展にはつながらないと考え、温泉街一体での再興策を練った。その他、様々な案が浮かび上がっては消えるなど試行錯誤の連続であったが、後藤の指導の下、すべての旅館で自然を感じさせる露天風呂を造ることにした。その中で、露天風呂を造れない旅館があったため、「それならいっそのこと、すべての旅館の露天風呂を開放してしまったらどうか」という提案があった。1986年（昭和61年）、すべての旅館の露天風呂に自由に入ることのできる「入湯手形」を1枚1000円で発行し、1983年から入湯手形による各旅館の露天風呂巡りが実施される。さらに、町全体に自然の雰囲気を出すため、全員で協力して雑木林をイメージして木を植え替え、町中に立てられていたすべての看板約200本を撤去した。その結果、温泉街全体が自然に包まれたような風景が生まれ、宿には鄙びた湯の町情緒が蘇った。
この企画も大々的なPRを行わず、口コミによる観光客増加を待つのみであった。またこの頃は修学旅行生も頻繁に受け容れており、手頃さも売りにしていたが、これが結果的に奏功し、リピーター確保につながっている。また、熊本新聞など地元メディアに情報を発信したり、福岡市でPRを行ったりもしている。こうした地道な努力の甲斐もあり、1978年（昭和53年）頃からは旅館への養子縁組やUターンで若者が入り始めた。
「街全体が一つの宿 通りは廊下 旅館は客室」、いつしかこの言葉が黒川温泉のキャッチフレーズとなった。
口コミはインターネットなどでも広がり、ゴーストタウン同然だった当温泉街が人気温泉へと変貌を遂げた。1998年に福岡の旅行情報誌「じゃらん九州発」の人気観光地調査で第1位となった。
全国の温泉経営者や旅館組合関係者がノウハウを見学、視察に訪れるようになり、温泉手形による湯巡りは全国至る温泉地で模倣されるなど各地で同様の試みがなされている。

## アクセス
- JR九州豊肥本線阿蘇駅から九州産交バス杖立温泉ゆきに乗車し「ゆうステーション」下車。小国郷循環バスなどに乗り換え「黒川」下車。
- 熊本駅・熊本桜町バスターミナルから九州横断バスに乗車し「黒川温泉」下車。
- 西鉄天神高速バスターミナル・博多バスターミナルから福岡 - 黒川温泉線（九州産交バスと日田バスによる運行）に乗車し「黒川温泉」下車。
- 九州自動車道熊本インターチェンジより国道57号、やまなみハイウェイ、国道442号経由で62㎞。

## 文献
- 『黒川温泉－急成長を読む』熊本日日新聞社、2000年
- 『黒川温泉 観光経営講座』光文社新書、2005年
- 『黒川温泉のドン後藤哲也の「再生」の法則』朝日新聞社、2005年
- 「愛する故郷を救え! 黒川温泉再生の決断」（ルビコンの決断、2009年5月7日放送）
- 旅行読売出版社刊『全国温泉大事典』 野口冬人著